# Semolué
Semolué es un despoblado español del municipio de Fiscal, perteneciente a la provincia de Huesca, en la comunidad autónoma de Aragón.

## Historia
Hacia mediados del siglo XIX, el lugar era referido como una aldea de Cámpol. Aparece descrito en el decimotercer volumen del Diccionario geográfico-estadístico-histórico de España y sus posesiones de Ultramar de Pascual Madoz con las siguientes palabras:

SEMOLÚE: ald. de Campol en la prov. de Huesca, part. jud. de Boltaña, dióc. de Barbastro, aud. terr. y c. g. de Zaragoza, ayunt. del valle de Solana, cuya cap. reside en Burgasé. Hay una igl. anejo de Campol y una fuente de buenas aguas. prod. y demas (V. Campol, y el valle de Solana).
(Madoz, 1849, p. 168)

El lugar, que quedó despoblado, forma ahora parte del término municipal de Fiscal.